# Kleptochthonius hubrichti
Espèce
Kleptochthonius hubrichti est une espèce de pseudoscorpions de la famille des Chthoniidae.

## Distribution
Cette espèce est endémique du Kentucky aux États-Unis. Elle se rencontre dans les grottes Duval Saltpeter Cave et Tar Barrel Cave dans le comté de Barren.

## Description
La femelle holotype mesure 2,8 mm et la femelle paratype 1,9 mm.

## Étymologie
Cette espèce est nommée en l'honneur du biospéléologue Leslie Hubricht.

## Publication originale
- Muchmore, 1965 : North American cave pseudoscorpions of the genus Kleptochthonius, subgenus Chamberlinochthonius (Chelonethida, Chthoniidae). American Museum Novitates, no 2234, p. 1-27 (texte intégral).